# Kemo Jatta
Alhaji Kemo Jatta, auch Kemoi Jatta und selten Morro Jatta (* um 1935 in Sutukonding; † 31. August 2015 in ebenda) war Seyfo (auch die engl. Bezeichnung Chief ist geläufig) für den gambischen Distrikt Wuli West.

## Leben und Wirken
Im Februar 2011 wurde Jatta, der ein hochrangiges Mitglied des Distrikttribunal in Wuli West war, zum stellvertretenden Seyfo ernannt. Seyfo Alhaji Yusupha Jabbie ist zu medizinischen Behandlungen in die Vereinigten Staaten gereist. Später wurde Jatta zum Seyfo ernannt.
Jatta diente vier Jahre als Seyfo und war zuvor über 33 Jahren als Mitglied des Distrikttribunal. Er starb 80-jährig nach kurzer Krankheit Mitte 2015, sein Nachfolger wurde im Januar 2016 Chockeh Jallow. Jatta war mit drei Frauen verheiratet.

## Familie
Kemo Jatta ist der Bruder von Sidia Jatta, dem Parteivorsitzenden der People’s Democratic Organisation for Independence and Socialism (PDOIS).